# Ріверсайд (округ Саффолк, Нью-Йорк)
Ріверсайд (англ. Riverside) — переписна місцевість (CDP) в США, в окрузі Саффолк штату Нью-Йорк. Населення — 2882 особи (2020).

## Географія
Ріверсайд розташований за координатами 40°54′24″ пн. ш. 72°40′27″ зх. д. / 40.90667° пн. ш. 72.67417° зх. д. (40.906601, -72.674102).  За даними Бюро перепису населення США в 2010 році переписна місцевість мала площу 7,33 км², з яких 7,04 км² — суходіл та 0,29 км² — водойми.

## Демографія
Згідно з переписом 2010 року, у переписній місцевості мешкало 2911 осіб у 716 домогосподарствах у складі 399 родин. Густота населення становила 397 осіб/км².  Було 840 помешкань (115/км²).
Расовий склад населення:
| - 56,4 % — білих - 25,7 % — чорних або афроамериканців - 1,2 % — корінних американців - 0,3 % — азіатів - 13,8 % — осіб інших рас |

До двох чи більше рас належало 2,6 %. Частка іспаномовних становила 30,0 % від усіх жителів.
За віковим діапазоном населення розподілялося таким чином: 13,4 % — особи молодші 18 років, 72,9 % — особи у віці 18—64 років, 13,7 % — особи у віці 65 років та старші. Медіана віку мешканця становила 34,9 року. На 100 осіб жіночої статі у переписній місцевості припадало 178,0 чоловіків;  на 100 жінок у віці від 18 років та старших — 190,4 чоловіків також старших 18 років.
Середній дохід на одне домашнє господарство  становив 48 282 долари США (медіана — 39 571), а середній дохід на одну сім'ю — 77 845 доларів (медіана — 73 942). За межею бідності перебувало 11,4 % осіб, у тому числі 0,0 % дітей у віці до 18 років та 9,9 % осіб у віці 65 років та старших.
Цивільне працевлаштоване населення становило 619 осіб. Основні галузі зайнятості: сільське господарство, лісництво, риболовля — 29,6 %, роздрібна торгівля — 14,5 %, освіта, охорона здоров'я та соціальна допомога — 9,7 %, виробництво — 9,2 %.